# 파주 다율리 당하리 지석묘군
파주 다율리 당하리 지석묘군(坡州 多栗里 堂下里 支石墓群)은 대한민국 경기도 파주시 당하동에 있는 고인돌 군이다. 1992년 6월 5일 경기도의 기념물 제129호로 지정되었다.

## 개요
지석묘는 청동기시대의 대표적인 무덤으로 고인돌이라고도 부르며, 주로 경제력이 있거나 정치권력을 가진 지배층의 무덤으로 알려져 있다.
우리나라의 고인돌은 4개의 받침돌을 세워 돌방을 만들고 그 위에 거대하고 평평한 덮개돌을 올려놓은 탁자식과, 땅 속에 돌방을 만들고 작은 받침돌을 세운 뒤 그 위에 덮개돌을 올린 바둑판식으로 구분된다.
경기도 파주시의 다율리·당하리·교하리가 인접한 구릉지대에는 100여 기가 넘는 고인돌이 무리를 지어 분포되어 있었는데, 군사시설이 들어서면서 대부분 파괴되고 현재는 20여 기가 남아 있으며 그 중 6기는 보존상태가 양호하여 기념물로 지정되어 있다.
다율리의 고인돌은 훼손되어 원래의 모습을 정확하게 알기 어려우나 탁자식 고인돌로 추정되며, 고인돌 주변에서는 작은 토기 조각들이 발굴되었다. 당하리 고인돌 역시 훼손이 심하고 대부분 원래의 자리에서 벗어난 것이다. 이곳의 고인돌 중에는 하부구조를 타원형의 돌로 쌓아 올린 것도 있으며, 주변에서 간돌칼, 화살촉, 숫돌 등과 청동기시대의 집터가 발굴되기도 하였다.
이 지역은 고인돌 주변에서 출토된 유물과 집터 등을 통해 청동기시대 사람들의 생활양식을 연구하는데 중요한 자료를 제공하고 있다.

## 갤러리

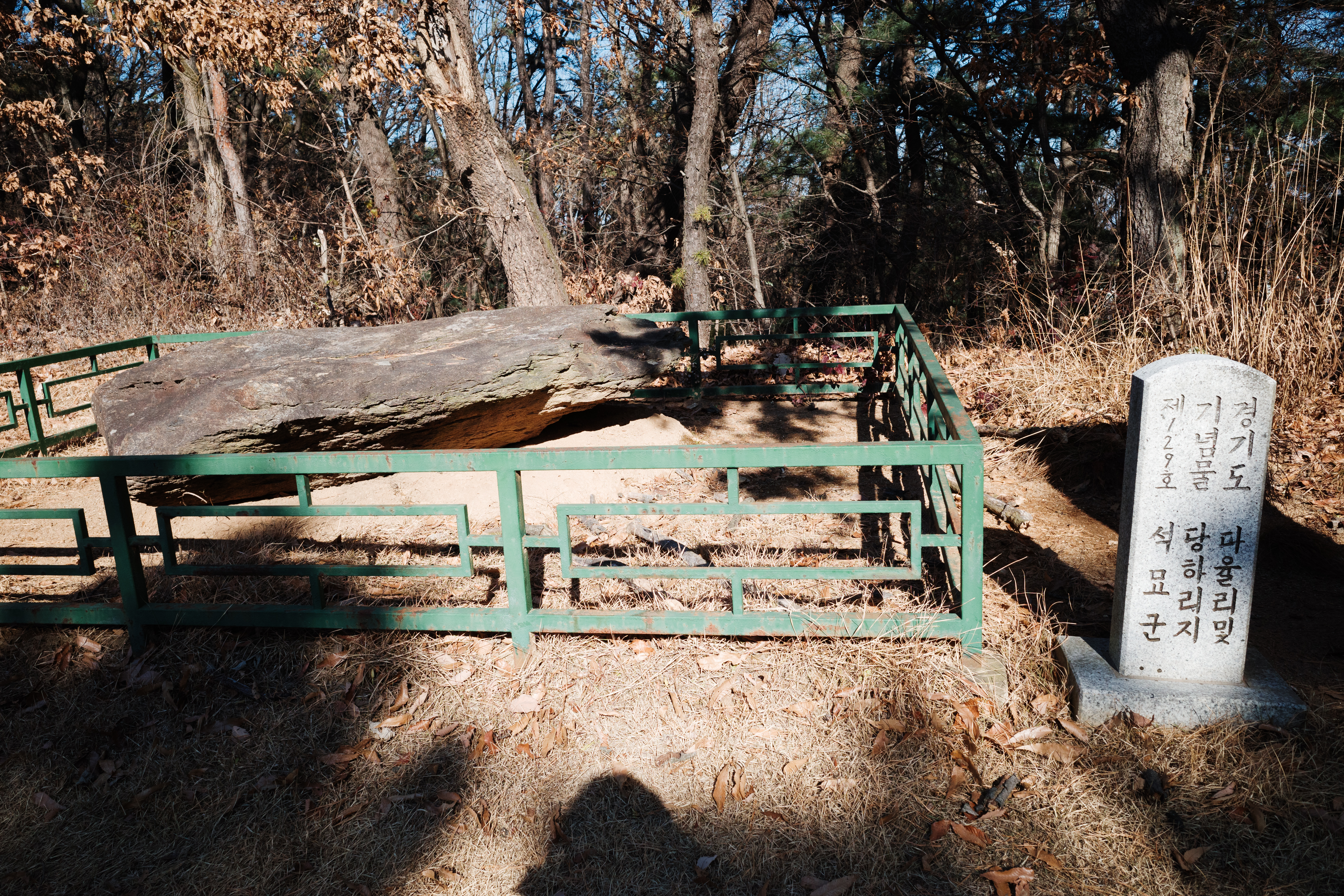
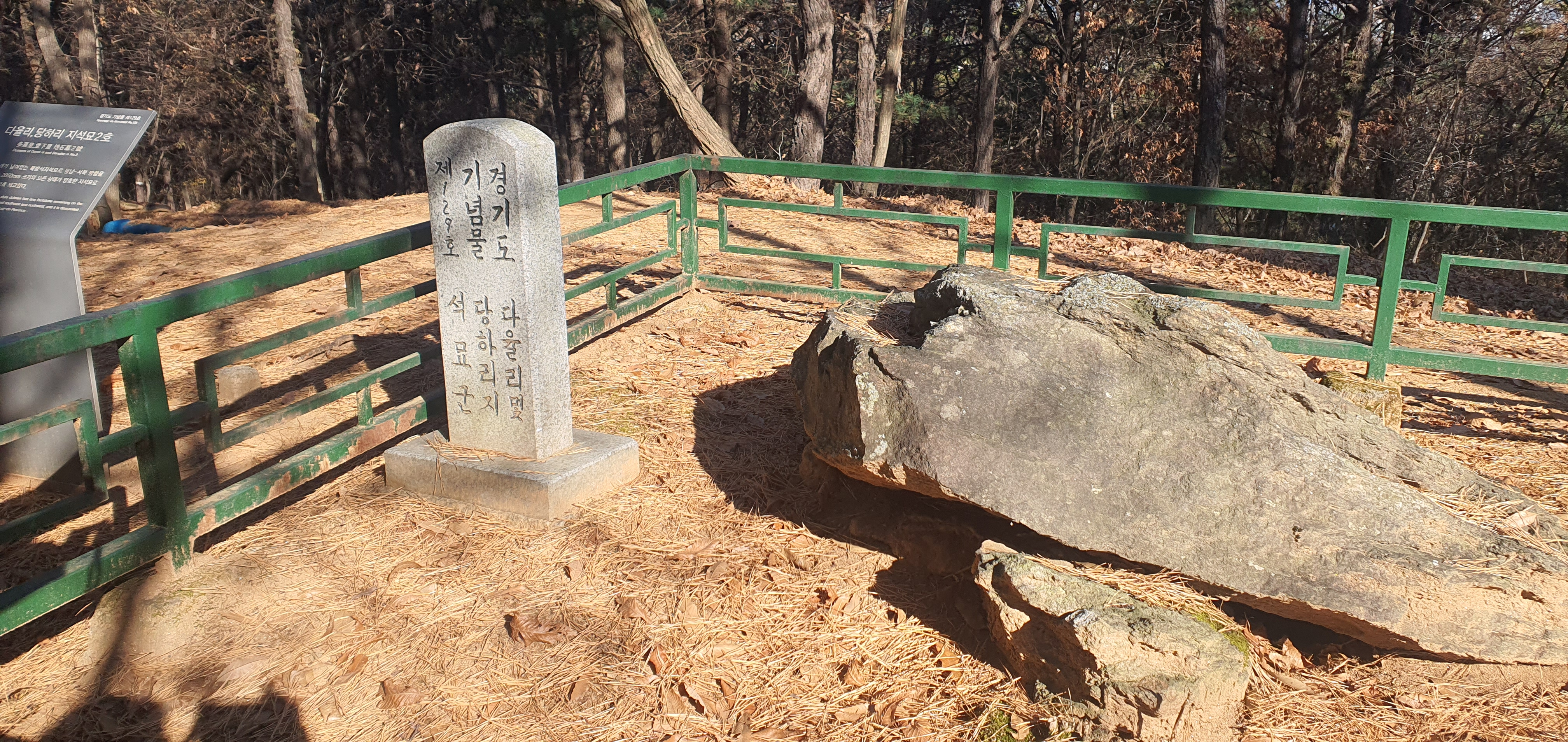

## 같이 보기
- 고인돌

## 참고 문헌
- 위키미디어 공용에 파주 다율리 당하리 지석묘군 관련 미디어 분류가 있습니다.
- 파주다율리.당하리지석묘군 - 국가유산청 국가유산포털